# Orphan 55
"Orphan 55" é o terceiro episódio da 12.ª temporada da série de ficção científica britânica Doctor Who, transmitido originalmente através da BBC One em 12 de janeiro de 2020. Foi escrito por Ed Hime e dirigido por Lee Haven Jones.
O episódio apresenta Jodie Whittaker como a Décima terceira Doutora, ao lado de Bradley Walsh, Tosin Cole e Mandip Gill como seus acompanhantes, Graham O'Brien, Ryan Sinclair e Yasmin Khan, respectivamente. Na história, a Doutora leva seus acompanhantes para um spa para relaxar, porém logo eles descobrem que o local está infestado de monstros.

## Enredo
A Doutora, Graham, Ryan e Yaz são levados ao Spa Tranquility através de um cubo de transporte para uma estadia com tudo pago. Eles são recebidos pela anfitriã do lugar, Hyph3n. Quando Ryan pega um lanche de uma máquina de venda automática, ele é infectado por um vírus hopper que a Doutora é capaz de extrair dele. Enquanto se recupera, ele conhece outra convidada, Bella. Enquanto isso, há uma brecha física e os hóspedes são convocados a se reunir para uma sala de reunião. A Doutora convence Hyph3n a dar-lhe acesso à sala, que na verdade é uma sala de segurança com um arsenal onde eles encontram Kane. A Doutora suspeita ao descobrir que há uma membrana iônica necessária para proteger um spa de férias. As criaturas que invadiram o spa começam a matar convidados e o vírus hopper também entrou nos sistemas do spa, desabilitando o teletransporte e as câmeras de segurança.
Os sobreviventes restantes, o mecânico do spa, Nevi, seu filho, Sylas, e um casal de idosos, Vilma e Benni, se encontram na sala de segurança, mas Vilma nota que Benni desapareceu. A Doutora constrói uma nova membrana iônica do zero que bane as criaturas. Agora seguros, Kane identifica as criaturas como as escórias locais. É revelado que o spa é falso, um lugar projetado para parecer um spa de férias, mas em um ambiente fabricado. O sistema do spa, que rastreia todos os convidados, mostra Benni fora do lugar, e os sobreviventes saem para resgatá-lo. De um veículo, o grupo vê a desolação inabitável do planeta, chamado Órfão 55. O veículo é pego em uma armadilha feita pelas escórias e eles os cercam, mantendo Benni como refém. O grupo corre para um túnel de serviço próximo, mas as escórias matam Hyph3n e Benni é morto por Kane.
Uma vez no túnel, Bella se revela a filha de Kane, que ela negligenciou para construir o spa. Bella escapa com Ryan através do teletransporte, enquanto os outros são forçados a continuar mais adiante pelas escadas, enquanto as escórias entram no túnel. A Doutora, Yaz e Graham descobrem uma placa em russo enferrujada, deduzindo que o Órfão 55 é na verdade a Terra, devastada pelas mudanças climáticas globais e pela guerra nuclear. Vilma se sacrifica para dar ao grupo mais tempo para escapar. Passando por um ninho das escórias, a Doutora descobre que as escórias são humanos mutantes que sobreviveram às consequências. Kane fica para trás para dar ao grupo mais tempo para escapar enquanto, sem saber disso, Bella retoma seu plano de destruir o spa por raiva de sua mãe. Enquanto as escórias cercam o spa para atacar, o grupo concerta o teletransporte para fora do planeta e evacuam com segurança, deixando para trás Bella e Kane para lutar contra as escórias. De volta à TARDIS, o grupo se desespera com o futuro da Terra, mas a Doutora lembra que aquilo é apenas uma possibilidade; a humanidade pode fazer uma mudança positiva ou aceitar seu destino e acabar como as escórias.

## Produção

### Desenvolvimento
"Orphan 55" foi escrito por Ed Hime, que escreveu o penúltimo episódio da temporada anterior, "It Takes You Away".

### Elenco

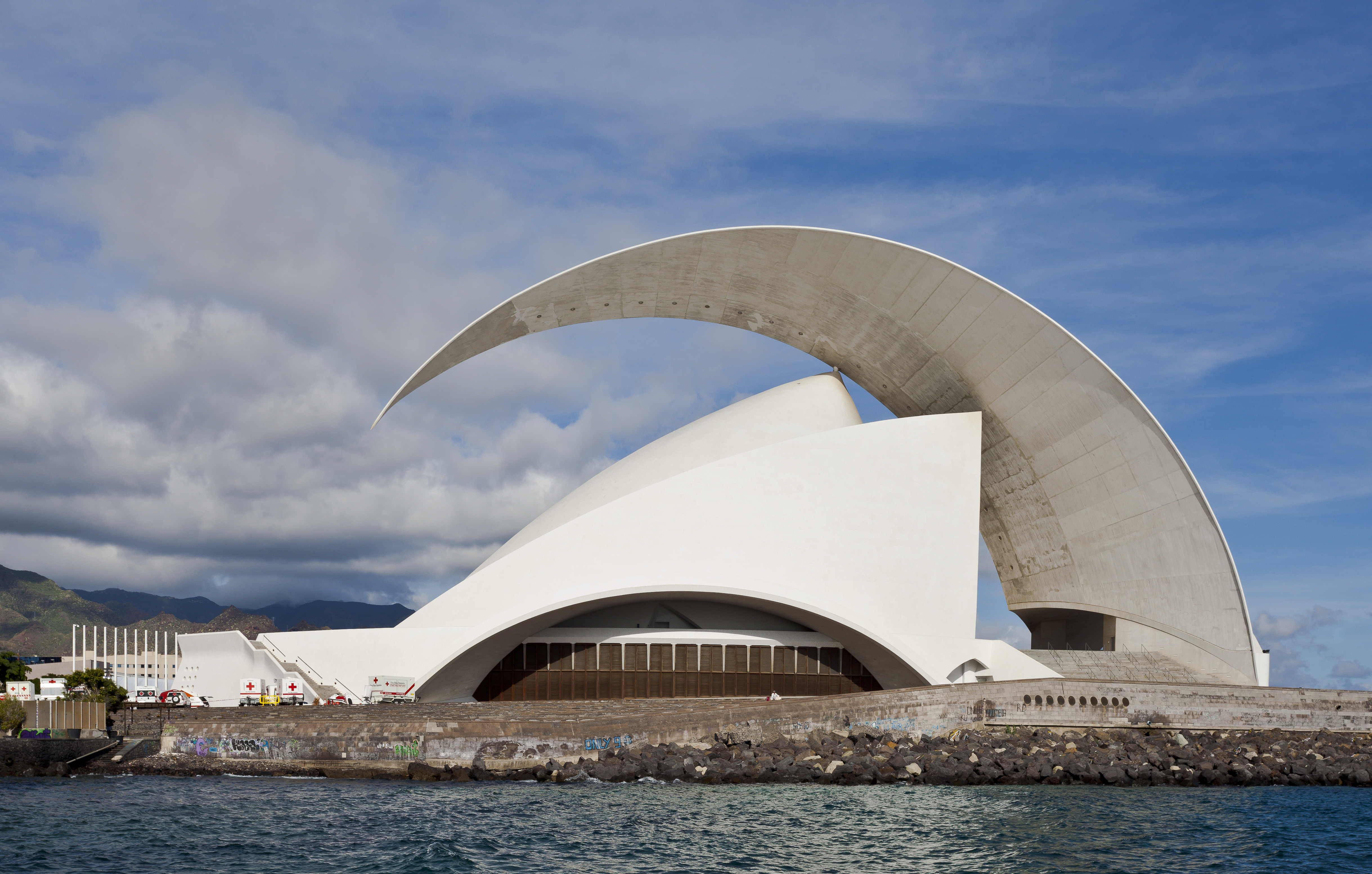
O Auditório de Tenerife foi usado como cenário exterior do Spa Tranquility.

Em junho de 2019, James Buckley foi revelado para aparecer no episódio como um personagem chamado Nevi. Laura Fraser foi escalada em dezembro de 2019. Mais atores para o episódio foi anunciados na Doctor Who Magazine nº 547 no início de janeiro de 2020.

### Filmagens
Lee Haven Jones dirigiu o segundo bloco de episódios da 12.ª temporada, que compreendeu seus segundo e o terceiro episódios. "Orphan 55" foi filmado em Tenerife, incluindo o Auditório de Tenerife para as cenas externas do Spa Tranquility e a área ao redor do vulcão adormecido do Monte Teide para o deserto árido.

## Transmissão e recepção
| Críticas profissionais            | Críticas profissionais |
| Pontuações agregadas              | Pontuações agregadas   |
| Fonte                             | Avaliação              |
| --------------------------------- | ---------------------- |
| Rotten Tomatoes (Pontuação Média) | 47%                    |
| Rotten Tomatoes (Tomatometer)     | 5,8/10                 |
| Avaliações da crítica             |                        |
| Fonte                             | Avaliação              |
| The A.V. Club                     | C+                     |
| Entertainment Weekly              | B-                     |
| Radio Times                       | [ 11 ]                 |
| The Guardian                      | [ 12 ]                 |
| The Independent                   | [ 13 ]                 |
| The Telegraph                     | [ 14 ]                 |

"Orphan 55" foi exibido originalmente em 12 de janeiro de 2020. O episódio foi assistido por 5,38 milhões de espectadores em todos os canais do Reino Unido. Alcançou uma pontuação no Índice de Avaliação do Público de 77, a mais baixa desde "Love & Monsters" (2006) e "Sleep No More" (2015), episódios que receberam uma pontuação de 76 e 78 respectivamente.
O episódio tem uma de aprovação de 47% no Rotten Tomatoes e uma média de 5,8/10 com base em 15 avaliações, a classificação mais baixa desde "Sleep No More" (2015), que recebeu uma classificação de 61%. O consenso crítico do site diz: "Embora 'Orphan 55' sofra demais, o coração do ativista climático está definitivamente no lugar certo".